# Parroquia Faría
Faría es una de las parroquias en las que se divide el municipio Miranda del estado venezolano de Zulia. Recibe su nombre del prócer de la independencia Coronel Francisco María Farías.

## Ubicación
La parroquia Faría limita al norte con el Golfo de Venezuela, al este con el Estado Falcón, al sur con la Parroquia Ana María Campos y al oeste con la Parroquia San José y el Lago de Maracaibo en la bahía del Tablazo.

## Geografía
La parroquia Faría se encuentra en el extremo norte de la Costa Oriental del Lago de Maracaibo, en su parte norte se encuentra un desierto de dunas y la ciénaga de los olivitos un refugio de fauna silvestre. Este último es hogar de los flamingos rosados, que migran estacionalmente a Aruba y Curazao.

## Historia
Hasta el siglo XIX formó parte del estado Falcón y el Estado Falcón Zulia, con la disolución de este último la parroquia Democracia como se llamaba entonces fue pasada al estado Zulia donde formó parte del Distrito Miranda, con la transformación del distrito en Municipio La parroquia tomó el nombre de Faría.

## Poblaciones
Dentro de la parroquia Faría se encuentran las poblaciones de:
- Quisiro: Capital de la parroquia
- Boca del Palmar
- Las verdes.
- El dique
- Jajatal.
- Veritas
- Los Toros
- Potrerito.
- El papayo.
- Palmarito
- Cooperativa Mauroa

## Turismo
La parroquia Faría cuenta con las playas más vírgenes del estado Zulia, en las limpias aguas del Golfo de Venezuela. También cuenta con el balniario y una posada turística llamada tierra de aves

## Economía
La principal actividad económica es la cría de camarones y de ganado bovino, caprino y ovino. También la agricultura en diferentes rubros y el turismo gracias a las aguas vírgenes de la Playa Oribor y es la única playa apta en el estado Zulia. Está parroquia se destacó hace muchas décadas por el cultivo del mejor arroz del país, habiendo ganado premios que lo certifican, sin embargo, dicha actividad actualmente no se realiza. Además de esto, los frutos del cardón (cactus) se cosechan estacionalmente y se conocen como “datos”.

## Zona residencial
La parroquia Faría, cuenta con pocos y pequeños pueblos, la infraestructura es escasa y está más enfocada a la agricultura que al turismo. Las dunas en ocasiones tragan viviendas.

## Vialidad y transporte
La vía principal es la que conecta con la carretera Falcón – Zulia, además de otras que conectan la parroquia con el Ancón de Iturre y con Capatárida. Las carreteras y las calles de Quisiro son frecuentemente tragadas por las dunas.

## Sitios de referencia
- Balneario Quisiro
- Caño Oribor
- Refugio de fauna silvestre «Ciénaga de los Olivitos».